# Aliona Goța
Aliona Goța (n. 6 martie 1970) este o profesoară din Republica Moldova, fost deputat în Parlamentul Republicii Moldova de legislatura a XX-a (2014-2018) din partea Partidului Liberal Democrat din Moldova (PLDM). A fost membră și secretară a Comisiei parlamentare pentru drepturile omului și relații interetnice.
Face parte din Consiliul Politic Național al PLDM.
La alegerile parlamentare din noiembrie 2014 din Republica Moldova Aliona Goța a candidat de pe locul 24 din lista candidaților PLDM și inițial nu a reușit să acceadă în parlament, însă în februarie 2015, după ce rectorul ASEM Grigore Belostecinic și-a depus mandatul, ea și-a obținut mandatul de deputat în parlament.
Până a ajunge deputat în 2015, ea a fost primar al comunei Cucoara din raionul Cahul.